# Visjön (Åsele socken, Lappland)
Visjön är en sjö i Åsele kommun i Lappland och ingår i Ångermanälvens huvudavrinningsområde. Sjön har en area på 0,471 kvadratkilometer och ligger 305,9 meter över havet. Sjön avvattnas av vattendraget Stamsjöån.

## Delavrinningsområde
Visjön ingår i det delavrinningsområde (712114-156127) som SMHI kallar för Utloppet av Visjön. Medelhöjden är 336 meter över havet och ytan är 2,36 kvadratkilometer. Räknas de 37 avrinningsområdena uppströms in blir den ackumulerade arean 474,54 kvadratkilometer. Stamsjöån som avvattnar avrinningsområdet har biflödesordning 2, vilket innebär att vattnet flödar genom totalt 2 vattendrag innan det når havet efter 207 kilometer. Avrinningsområdet består mestadels av skog (79 procent). Avrinningsområdet har 0,47 kvadratkilometer vattenytor vilket ger det en sjöprocent på 20,1 procent.